# 昆士蘭州立籃網球中心
昆士蘭州立籃網球中心也稱為日產體育館，是位於布里斯本南部郊區內森的綜合體育園區。該中心可容納5000人的室內體育館是Suncorp超級籃網球昆士蘭火鳥和國家籃球聯賽布里斯本子彈的主場。它是昆士蘭籃網球協會的行政總部，為昆士蘭菁英級和社區型籃網球俱樂部提供培訓設施。

## 外部連結
- 官方網站 （页面存档备份，存于）
- Queensland State Netball Centre （页面存档备份，存于） – Austadiums Website

27°33′35″S 153°03′55″E / 27.5597°S 153.0653°E